# Малевичі (Вілейський район)
Малевичі (біл. вёска  Малевічы) — село в складі Вілейського району Мінської області, Білорусь. Село підпорядковане Хотеньчицькій сільській раді, розташоване в північній частині області.

## Історія
У 1921–1945 роках село і фільварок знаходилось у Польщі, у Вільнюськім воєводстві, Вілейського повіту, у гміні Ілля.

## Населення
- 1921 рік — 443 людини, 70 будинків[1].
- 1931 рік — 107 людини, 22 будинків[2].